# Belo Campo
Belo Campo là một đô thị thuộc bang Bahia, Brasil. Đô thị này có diện tích 608,594 km², dân số năm 2007 là 15232 người, mật độ 25,03 người/km².